# タンペレ大学

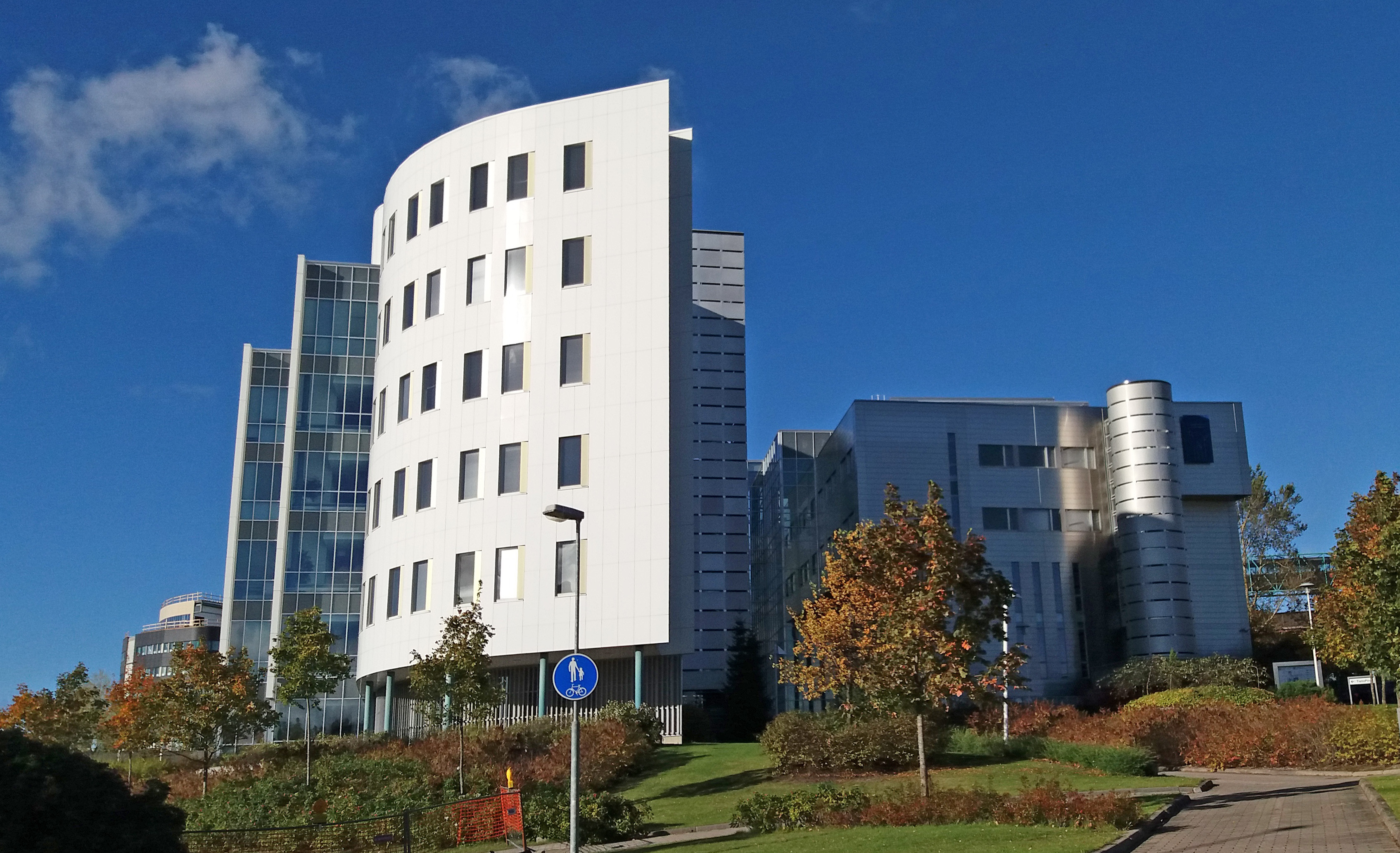
Kalevanharjuキャンパス

タンペレ大学（タンペレだいがく、英: Tampere University、略称: TAU）は、フィンランド第2の都市タンペレにある国立総合大学である。フィンランドでヘルシンキ大学に次ぎ2番目に大きい大学で、同国の財団大学の1つである。メインキャンパスは首都ヘルシンキから電車で約1時間半ほどの距離にあるタンペレに立地している。タンペレは森と湖に囲まれた美しい街であり、日本でも知られるムーミン漫画に由来するムーミン美術館が世界で唯一ある都市でもある。Kalevanharjuキャンパスは街の中心部に隣接しており、電車・バスの中央ターミナルにも近くアクセスしやすい。Hervantaキャンパスはタンペレ市内から電車で約30分の郊外に立地している。
QS世界大学ランキング2020で395位（フィンランド国内6位）となっている。

## 歴史
1925年に行政・組織管理・ジャーナリズムを教えるヘルシンキの市民大学として、シビックカレッジ（Civic College）という名称で創立された。1930年に社会科学学校（School of Social Sciences）に改称した後、1949年に最初の学部である社会科学部を設置した。1960年にタンペレに移転し、1966年にタンペレ大学となった。
2019年にタンペレ工科大学（現: Hervantaキャンパス）と合併して新しいタンペレ大学（財団大学）となった。また、同大学システムとしてタンペレ応用科学大学（TAMK: Tampere University of Applied Sciences） も傘下に持つ。

## 学部
- 社会科学部
- 教育文化学部
- 経営・ビジネス学部
- 工学・自然科学部
- IT・コミュニケーション科学部
- 建築環境学部
- 医療健康技術学部

学生数は約22,000名程度であり、全分野で英語教育プログラムを提供している。特に、伝統あるKalevanharjuキャンパスの社会科学系の評価は高く、理工系においても、Hervantaキャンパス（旧タンペレ工科大学）で完全自動運転のマイクロバスが走行するなど、建機・船舶の自動運転・ロボティクスの研究に力を入れている。
また、フィンランドを代表する財団大学の1つとして、産学連携を推進している。Times Higher Education 2015によると、旧タンペレ工科大学は産学連携において、世界11位（ヨーロッパ4位）となっている。Hervantaキャンパスの隣には、フィンランド発の世界企業であるノキアの研究施設を含むテクノロジーセンター「Hermia」がある。

## 日本の学生交流協定校
- 東京工業大学
- 東北大学
- 北海道大学
- 北見工業大学
- 国際教養大学
- お茶の水女子大学
- 千葉大学
- 神戸大学
- 岡山大学
- 早稲田大学
- 国際基督教大学
- 青山学院大学
- 同志社大学
- 大阪工業大学
- 福岡大学